# Theodor Kirchhoff

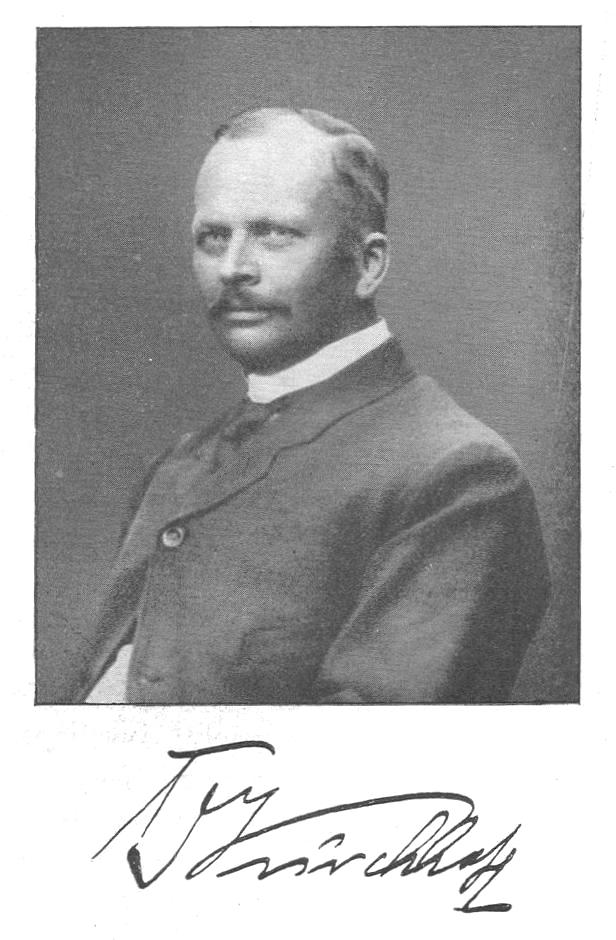
Theodor Kirchhoff

Theodor Kirchhoff (ur. 27 czerwca 1853 w Moers, zm. 28 października 1922 w Szlezwiku) – niemiecki lekarz psychiatra i historyk psychiatrii. Wydał zbiór biografii niemieckich psychiatrów, zatytułowany Deutsche Irrenärzte.
Jego ojcem był Friedrich Christian Kirchhoff (1822–1894). Theodor Kirchhoff studiował w Heidelbergu, Lipsku, Monachium i Kilonii. W 1877 roku otrzymał tytuł doktora medycyny. Był dyrektorem szpitala psychiatrycznego pod Neustadt in Holstein i Privatdozentem psychiatrii na Uniwersytecie w Kilonii.

## Wybrane prace
- Grundriss der Psychiatrie für Studierende und Ärzte. Leipzig-Wien: Deuticke, 1899
- Lehrbuch der Psychiatrie für Studirende und Aerzte. Leipzig-Wien: Deuticke, 1892
- Geschichte der Psychiatrie. Leipzig-Wien: Deuticke, 1912
- Der Gesichtsausdruck und seine Bahnen beim Gesunden und Kranken, besonders beim Geisteskranken. Berlin, Springer, 1922
- Deutsche Irrenärzte: Einzelbilder ihres Lebens und Wirkens. Berlin: Julius Springer, 1921/1924